# Peterhead F.C.
Peterhead Football Club – szkocki klub piłkarski z siedzibą w Peterhead.

## Historia
Klub został założony w 1891. W swojej historii rywalizował przez 13 sezonów na trzecim szczeblu rozgrywkowym – w latach 2005–2011 w Second Division oraz w latach 2014–2017 i 2019–2023 w Scottish League One.

## Reprezentanci kraju grający w klubie
stan na styczeń 2025
|  | - Matt Armstrong - Paul Dixon - Joe Harper - Willie Miller - Tom Townsley - Ian Wilson - Robbie Winters - Enock Walusimbi |